# Elezioni generali in Botswana del 2024
Le elezioni generali in Botswana del 2024 si sono tenute il 30 ottobre per il rinnovo dell'Assemblea nazionale, il parlamento del paese.
Esse sono state caratterizzate, secondo quanto già anticipato dai sondaggi e dalle proiezioni, per la prima volta dall’indipendenza del paese nel 1966, dalla perdita della maggioranza assoluta dei seggi da parte del Partito Democratico del Botswana (BDP), il quale, avendo risentito intensamente di una devastante perdita di consensi dovuta a vari fattori (principalmente economici), è così giunto addirittura quarto, con soli 4 seggi, lasciando così la quasi totalità dell’arco parlamentare, della rilevanza e del peso politici alle opposizioni. Tra queste, giunto particolarmente alla ribalta è stato l’Ombrello per il Cambiamento Democratico (UDC), coalizione di vari partiti di centro-sinistra guidata da Duma Boko che, con ben 36 seggi, si è così assicurato facilmente la maggioranza assoluta ed il controllo del governo. Parimenti, eventi altresì rilevanti, in questo stesso contesto, della tornata elettorale sono stati la buona crescita del Partito del Congresso del Botswana (BCP), socialdemocratico, giunto a 15 seggi, e la più contenuta del Fronte Patriottico del Botswana (BPF), populista, giunto a quota 5 seggi, nonché alcune variazioni minori.

## Sistema elettorale
Per le elezioni parlamentari, la legge elettorale botswana, attuata per l’elezione diretta di solo 61 seggi su 69 (in quanto i restanti 6 sono nominati dal governo una volta insediatosi e 2 sono riservati ex-officio al Presidente della Repubblica ed al Presidente dell’Assemblea), prevede l’applicazione di un sistema maggioritario secco in altrettanti collegi uninominali, dove, per essere dichiarati eletti, è quindi necessario almeno l’ottenimento del maggior numero dei voti (Plurality).
Infine, sebbene non direttamente eletta con questa tornata, i risultati delle elezioni parlamentari sono rilevanti anche per la Presidenza, ossia il vertice dell’apparato governativo, poiché essa è eletta in base alla futura composizione politica dell’Assemblea (ex Art. 32 Cost.), secondo gli schemi di una Repubblica parlamentare mista.

## Risultati
| Ombrello per il Cambiamento Democratico (UDC)  | 310 862   | 37,22 | 36 |  |  |  |
| Partito Democratico del Botswana (BDP)         | 254 632   | 30,49 | 4  |  |  |  |
| Partito del Congresso del Botswana (BCP)       | 175 326   | 20,99 | 15 |  |  |  |
| Fronte Patriottico del Botswana (BPF)          | 69 414    | 8,31  | 5  |  |  |  |
| Partito Repubblicano del Botswana (BRP)        | 3 212     | 0,38  | —  |  |  |  |
| Movimento per la Democrazia del Botswana (BMD) | 1 146     | 0,14  | —  |  |  |  |
| Partito della Reale Alternativa (RAP)          | 222       | 0,03  | —  |  |  |  |
| Indipendenti (IND)                             | 20 434    | 2,45  | 1  |  |  |  |
| Totale                                         | 835 248   | 100   | 61 |  |  |  |
|                                                |           |       |    |  |  |  |
| Voti non validi                                | 10 145    | 1,20  |    |  |  |  |
| Votanti                                        | 845 393   | 81,42 |    |  |  |  |
| Elettori                                       | 1 038 275 |       |    |  |  |  |

| Riepilogo dei seggi | Riepilogo dei seggi | Riepilogo dei seggi | Riepilogo dei seggi | Riepilogo dei seggi | Riepilogo dei seggi | Riepilogo dei seggi |
| ------------------- | ------------------- | ------------------- | ------------------- | ------------------- | ------------------- | ------------------- |
|                     |                     |                     |                     |                     |                     |                     |
| UDC                 | 36                  | ▲ 31                |                     | NOM                 | 6                   | ━                   |
| RIS                 | 2                   | ━                   |                     | IND                 | 1                   | ▲ 1                 |
| BCP                 | 15                  | ▲ 4                 |                     | BPF                 | 5                   | ▲ 2                 |
| BDP                 | 4                   | ▼ 34                |                     |                     |                     |                     |